# Harry Goodsir
Harry Goodsir (Anstruther, Escocia; 3 de noviembre de 1819 - Isla del Rey Guillermo, c. 1848) fue un médico y naturalista escocés que contribuyó al trabajo pionero sobre la teoría celular realizado por su hermano John Goodsir. Fue cirujano y naturalista en la malograda expedición de Franklin, que pretendía cartografiar el Ártico canadiense y cruzar el paso del Noroeste. Nunca se encontró su cuerpo, pero los estudios forenses realizados en 2009 sobre restos óseos recuperados anteriormente en la isla canadiense de King William sugieren que podrían ser los de Harry Goodsir.

## Primeros años
Nació el 3 de noviembre de 1819 en Anstruther, una pequeña localidad del concejo de Fife, en Escocia (Reino Unido). Era hijo de John Goodsir, médico de profesión. Su abuelo paterno, el también doctor John Goodsir, había trabajado en la cercana Lower Largo. Tres de los hermanos de Harry ejercieron la medicina. John Goodsir, el primogénito, llegaría a ser catedrático de anatomía en la Universidad de Edimburgo y pionero de la doctrina de que las células constituían la base de los organismos vivos. Su hermano menor, Robert Anstruther Goodsir, obtuvo el título de médico en la Universidad de Saint Andrews, y Archibald estudió en Edimburgo y Leipzig (Alemania) y obtuvo el título de miembro del Real Colegio de Cirujanos de Inglaterra.

## Carrera
Estudió medicina en Edimburgo y se hizo miembro de la Royal Medical Society. Licenciado por el Real Colegio de Cirujanos de Edimburgo en 1840, sucedió a su hermano John como conservador del Surgeons' Hall Museum en agosto de 1843, cargo que ocupó hasta marzo de 1845, cuando se marchó para unirse a la expedición de John Franklin, y fue sucedido como conservador por su hermano Archibald.

### Labor en la teoría celular
En 1845, fue coautor, junto a su hermano John, del tratado Anatomical and Pathological Observations. Este libro contenía las conferencias inéditas de John de 1841-1842, a las que su hermano había "añadido algunas de sus propias observaciones zoológicas, anatómicas y patológicas". Su hermano consideró que los tres capítulos aportados por Harry constituían una importante prueba confirmatoria de su teoría celular. Este libro le valió a John Goodsir el reconocimiento internacional y llevó al patólogo alemán Rudolf Virchow a dedicarle su volumen, que marcó una época.

## Expedición Franklin
El contralmirante Sir John Franklin, que ya había participado en tres expediciones al Ártico, partió en la que sería su última expedición en 1845, al mando de los buques de exploración HMS Erebus y el HMS Terror. Había cuatro oficiales médicos: en el HMS Erebus iban como cirujano Stephen Stanley y como asistente Harry Goodsir, mientras que en el HMS Terror, en las mismas funciones, iban John Peddie y Alexander McDonald, respectivamente.
La última comunicación de Goodsir fue un artículo titulado "Sobre la anatomía de Forbesia", que fue "... transmitido por el autor desde la isla Disko en Groenlandia en junio de 1845". Se publicó cinco años más tarde y es una descripción exhaustiva de la especie de insecto con 18 ilustraciones detalladas. Se le describe como "cirujano asistente en funciones del HMS Erebus". La expedición fue vista por última vez por los europeos un mes después, en julio de 1845.
El hermano menor de Goodsir, Robert, se unió a dos de las expediciones que intentaron encontrar a la expedición de Franklin. En 1849, se unió al ballenero Advice bajo el mando del escocés William Penny, en lo que fue el primero de muchos intentos infructuosos de encontrar a Franklin y sus hombres. Robert Goodsir escribió un relato de este viaje: An Arctic voyage to Baffin's Bay and Lancaster Sound: in search of friends with Sir John Franklin. Volvió a unirse a Penny en 1850 como cirujano en la expedición de búsqueda de Franklin respaldada por el Almirantazgo con los barcos Lady Franklin y Sophia.
Robert Goodsir se graduó como médico en la Universidad de Saint Andrews en 1852, pero rara vez ejerció la medicina, viajando a Nueva Zelanda como buscador de oro y a Australia como criador de ovejas, antes de regresar a Edimburgo, donde murió en 1895. Allí está enterrado en el cementerio de Dean.

### Restos

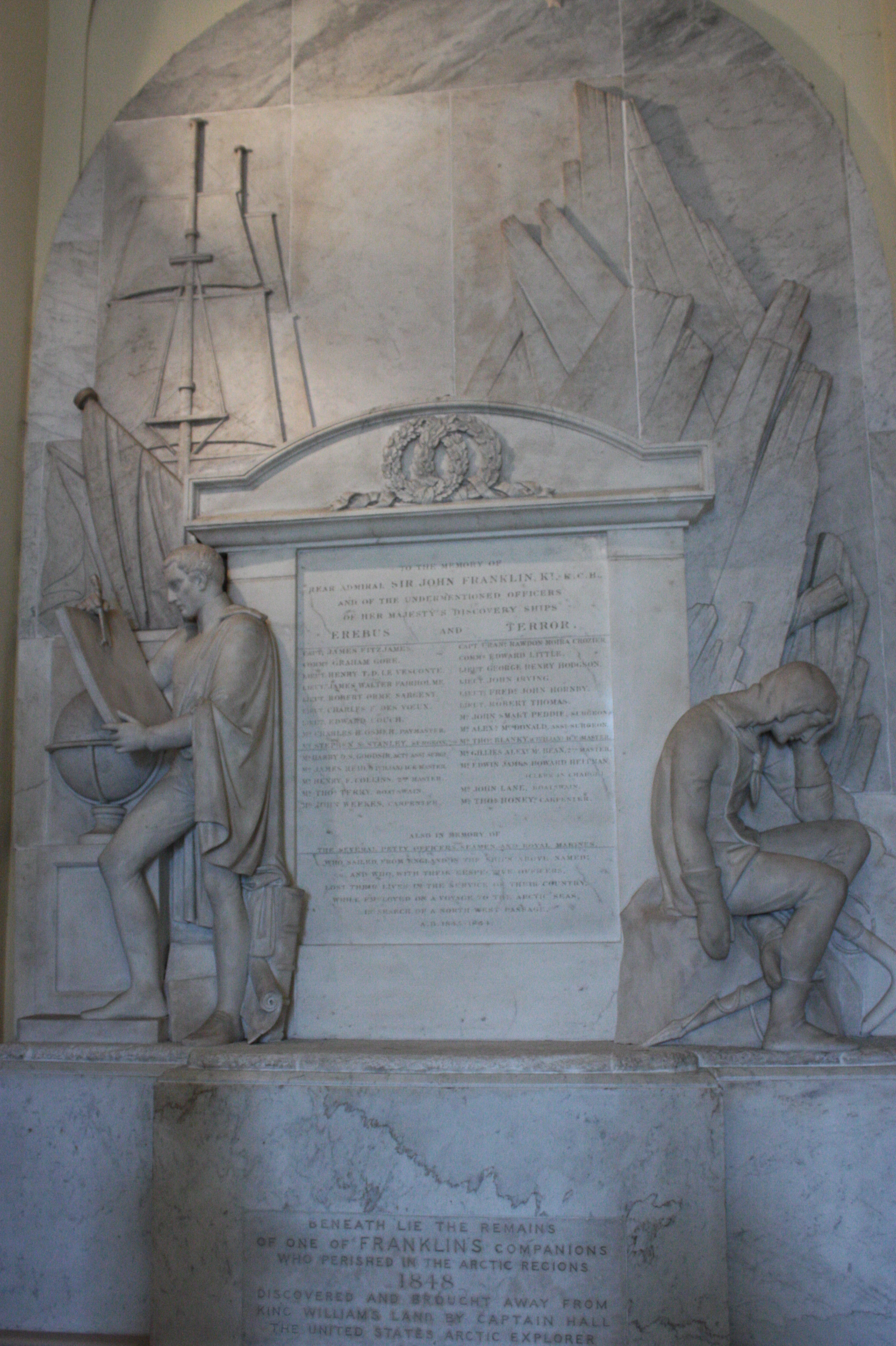
Memorial a la Expedición Franklin en la capilla del Old Royal Naval College de Greenwich (Londres).

Entre 1859 y 1949, se descubrieron en la isla del Rey Guillermo restos óseos de una treintena de personas, la mayoría de ellos enterrados en el lugar. En 1869, el explorador estadounidense Charles Francis Hall fue llevado por los inuit locales a una fosa poco profunda de la isla que contenía restos óseos bien conservados y fragmentos de ropa. Estos restos fueron repatriados e inhumados bajo el monumento a Franklin en el Old Royal Naval College de Greenwich (Londres). Se pensó que los restos eran de un oficial debido a los restos de un chaleco de seda con el que se había vestido el cuerpo y un empaste dental de oro. Tras el examen realizado por el biólogo Thomas Henry Huxley, el Almirantazgo concluyó que los restos eran de Henry Le Vesconte, teniente del HMS Erebus.
Un examen posterior, realizado en 2009, del "esqueleto bien conservado y bastante completo de un varón adulto joven de ascendencia europea" incluyó una reconstrucción facial que mostraba un "excelente ajuste" con el rostro de Harry Goodsir, tal y como aparecía retratado en su daguerrotipo de 1845. Los datos de isótopos de estroncio y oxígeno del esmalte dental concordaban con una crianza en el este de Escocia, pero no con la del teniente Le Vesconte en el suroeste de Inglaterra. Otra pista que sugería que podría tratarse de los restos de Goodsir era un empaste de oro en un diente premolar, inusual en aquella época. La familia de Goodsir tenía amistad con Robert Nasmyth, un dentista de Edimburgo con reputación internacional por ese tipo de trabajos. El hermano de Harry, John, había sido aprendiz de dentista de Nasmyth. El análisis de los huesos sugiere que la muerte fue causada por un diente infectado.

## En la cultura popular
Goodsir es un personaje recurrente en la novela de 2007 El Terror de Dan Simmons, un relato ficticio de la expedición perdida de Franklin con un giro de terror sobrenatural, en el que la visión del doctor se ve, principalmente, a través de las anotaciones de su diario. También apareció en la adaptación televisiva de 2018 de la novela por parte de AMC, donde fue interpretado por Paul Ready.